# Buckner (Kentucky)
Buckner é uma Região censo-designada localizada no estado americano de Kentucky, no Condado de Oldham.

## Demografia
Segundo o censo americano de 2000, a sua população era de 4000 habitantes.

## Geografia
De acordo com o United States Census Bureau tem uma área de 
19,5 km², dos quais 19,1 km² cobertos por terra e 0,4 km² cobertos por água.

## Localidades na vizinhança
O diagrama seguinte representa as localidades num raio de 12 km ao redor de Buckner. 